# Kammergut Strohwalde
Das Kammergut Strohwalde war ein zum Schloss Gräfenhainichen gehöriges Gut im kursächsischen Amt Gräfenhainichen.

## Geographische Lage
Das ehemalige Vorwerk und spätere Kammergut Strohwalde gehört heute zur Stadt Gräfenhainichen im Landkreis Wittenberg (Sachsen-Anhalt).

## Geschichte
Das Schloss Gräfenhainichen wurde durch die Grafen von Anhalt gegründet und gelangte 1381 unter Lehnshoheit der Wettiner. Das Schloss und das Amt Gräfenhainichen gehörten nach der Leipziger Teilung 1485 zur ernestinischen Linie der Wettiner. Seit der Niederlage der Ernestiner im Schmalkaldischen Krieg im Jahr 1547 (Wittenberger Kapitulation) waren die Güter im Besitz der Albertiner.
Kurfürst  August von Sachsen verkaufte seinem Amtmann Heinrich von Gleißenthal im Jahr 1554 das Schloss Gräfenhainichen. Das „Gut Strohwalde“ entstand im späten 16. Jahrhundert als Vorwerk des Schlosses auf einer wüsten Mark. Es wurde erstmals in einem Lehnsbrief aus dem Jahr 1586 als Ersatzbau für das marode Schlossvorwerk erwähnt.
Heinrich von Gleißenthal, Amtmann und Merseburger Dompropst, verkaufte den im Jahr 1600 als „Rittergut Gräfenhainichen“ bezeichneten Besitz nach 1612 an Hans Georg von Mücheln, der 1618 belehnt wurde. 1694 veräußerte Christoph von Mücheln das Gut an Christian Siegmund Plötz. Weil das Schloss Gräfenhainichen im Dreißigjährigen Krieg wüst gefallen war, wurde das Vorwerk Strohwalde Wohnsitz und der Besitz nahm dessen Namen an.
Die kursächsische Rentkammer erwarb das Gut 1750 von der Familie Plötz zurück und wandelte es in ein Kammergut um, das dem Amt/Rentamt Gräfenhainichen unterstand. Strohwalde blieb sächsischer, ab 1815 preußischer Fiskalbesitz, weit über 1834 hinaus Kammergut und war noch 1929 eigenständiges Gut. Nach der Abtretung des Amts Gräfenhainichen an Preußen im Jahr 1815 infolge der Teilung des Königreiches Sachsen gehörte es bis 1945 zur Provinz Sachsen.

## Zugehöriger Besitz
Zum Gutskomplex gehörten seit 1554 Schloss und Mühle Gräfenhainichen und spätestens 1586 das neue Vorwerk Strohwalde, ferner das 1586 genannte Vorwerk Buchholz, die im 18. Jahrhundert belegten Mühlenvorwerke Müchau, Niebicke und Jüdenberg (mit Gasthof) und weiterer Streubesitz.